# Typen von Argumenten
In Argumentationstheorie und Rhetorik, vereinzelt auch in anderen Fachgebieten, werden verschiedene Typen von Argumenten beschrieben.

## Intakte Argumente

### Deduktive Argumente
Als Argumentum ad veritatem (Wahrheitsbeweis) werden deduktive (oder deduktiv gültige) Argumente bezeichnet, bei denen die Konklusion logisch aus den Prämissen folgt, die Konklusion also wahr ist, falls die Prämissen wahr sind. Siehe auch Syllogismus.

#### Logisches Nutzwertargument
Das logische Nutzwertargument besteht aus zwei oder mehr Prämissen sowie der logischen Konklusion. Beispiel: „Dieses neue Auto verbraucht nur fünf Liter pro 100 Kilometer und sein Tankinhalt beträgt 50 Liter. Das bedeutet, Sie können mit einer Tankfüllung 1.000 Kilometer reisen, ohne unterwegs tanken zu müssen.“

#### Vergrößerung
Sie stellt zwei Sätze mathematisch miteinander in Bezug. Aus dem rechnerischen Ergebnis wird die Plausibilität einer Ersparnis oder eines Gewinnes dargestellt. Beispiel: „Bei Einsparungen von nur 1,7 Cent pro Druckseite sparen Sie bei Ihrer Auflage bereits 20.000 × 0,017 = 340 Euro im Monat.“

#### Verkleinerung
Sie dient der Relativierung möglicher Gegenargumente, z. B. Anschaffungskosten oder laufenden Belastungen. Beispiel: „Das Auto kostet zwar 24.000,- Euro, bei einer Nutzungsdauer von 20 Jahren sind das allerdings nur 100 Euro pro Monat.“ Allerdings berücksichtigt obige Rechnung nicht den Zins und Zinseszinseffekt. Daher ist die Wirtschaftlichkeitsrechnung günstiger.

#### Schluss vom Allgemeinen auf das Besondere
Das argumentum a posteriori (von a posteriori, ‚im Nachhinein‘, ‚aus dem Folgenden‘) arbeitet mit einem auf die Erfahrung gestützten Beweis. Diese Schlussfolgerung dient dazu, spezielle Erkenntnisse aus allgemeinen Theorien zu gewinnen. Beispiel: „Seit 6000 Jahren ist Krieg eine der immer wiederkehrenden Strategien zur Sicherstellung knapper Ressourcen. Auch heute beobachten wir knapper werdende Ressourcen. Es wird folglich wieder Krieg geben.“ Oder: „Alle Menschen, die ich kannte, sind gestorben. Also werde auch ich sterben müssen.“ Diese Form ist logisch unsauber, weil vom Bereich des Erfahrenen auf etwas noch nicht Erfahrenes geschlossen wird.

#### Bilanzierung
Die Bilanzierung oder Nutzwertanalyse stellt die Pro-und-Contra-Argumente gegenüber und versieht sie mit einem Gewichtungsfaktor. Die Summation ergibt ein mathematisch eindeutiges Ergebnis.

#### Prokatalepsis
Bei der Prokatalepsis wird zunächst ein schwaches Gegenargument aufgeführt und unmittelbar darauf durch ein stärkeres Pro-Argument entkräftigt. Beispiel:  „Ich sehe ja ein, dass wir zum Schutz der Bienen mehr Bio-Produkte kaufen sollten. Aber seit Jahren werden Pflanzenschutzmittel eingesetzt und wie du siehst, fliegen ja immer noch überall Insekten im Garten herum.“

### Induktive Argumente
Induktive Argumente stützen sich auf empirische Beobachtungen und Erfahrungen. Dabei wird von Einzelfällen auf das Allgemeine geschlossen. Es ist zwar rational, die Konklusion für wahr zu halten, wenn alle Prämissen wahr sind, die Konklusion folgt jedoch nicht logisch zwingend, sondern ist nur in gewissem Grade wahrscheinlich.
Beispiel: „Bei allen bisherigen Versuchen, die Rechtschreibung zu reformieren, zeigte sich, dass die Leistungen der Schüler nachließen. Also werden die Leistungen der Schüler bei Einführung der aktuellen Rechtschreibreform wieder nachlassen.“
Auch wenn die Aussage „Alle bisherigen Reformen führten zu schlechteren Leistungen“ durch empirische Studien ausnahmslos bestätigt sein sollte, gilt das Argument nur in einem statistisch abgesicherten Rahmen, da ein einziges Gegenbeispiel die Allgemeingültigkeit widerlegen würde.
Die Gültigkeit induktiver Argumente ist stark umstritten.

### Indirekte Argumente
Ein Umkehrschluss (argumentum e contrario, Beweis durch Widerspruch) untermauert die eigene These mit der Falsifizierung des Gegenteils (indirekter Beweis). Beispiel: Euklids Beweis für Irrationalität von Wurzel 2 oder: „Die Gegner der Rechtschreibreform behaupten, dass die Schüler mit den neuen Regeln mehr Fehler machen würden. Neueste Untersuchungen zeigen jedoch, dass die Fehlerquote seit Einführung um 20 Prozent gesunken ist.“

### Weitere individuelle Argumenttypen

#### Grundannahme
Mit dem argumentum a priori wird ein Beweis mittels rein logischer Schlussfolgerungen geführt, der ohne Erfahrungswissen auskommt. Diese Annahme ist jedoch nicht falsifizierbar. Beispiel: „Wenn man annimmt, dass alle Menschen sterblich sind, und Sokrates ein Mensch ist, so folgt daraus, dass Sokrates sterblich sein muss.“

#### Überhöhung
Das argumentum a fortiori zeigt auf, dass die bestehende Behauptung noch sicherer ist als eine bereits mit hinlänglicher Sicherheit bewiesene. „Es ist mittels Untersuchungsreihen zweifelsfrei erwiesen, dass eine Konzentration von 10 mg/kg des fraglichen Mittels gesundheitsschädlich wirkt. Mein Mandant wurde jedoch einer wesentlich höheren Konzentration erheblich länger ausgesetzt, so dass der gesundheitliche Schaden meines Mandanten außer Frage steht.“

## Fehlschluss- und andere problematische Argumente

### Systematik nach Damer
Einen Versuch, auf Fehlschlüssen beruhende Argumente (engl. fallacies) zu systematisieren, hat 1980 der amerikanische Philosoph T. Edward Damer unternommen. Damer geht davon aus, dass ein gutes Argument fünf Prinzipien genügt:
Strukturprinzip„Wer für oder gegen eine Position argumentiert, sollte ein Argument verwenden, das den grundlegenden strukturellen Anforderungen eines wohlgeformten Arguments genügt. Ein solches Argument verwendet keine Begründungen, die einander widersprechen, die der Schlussfolgerung widersprechen oder die explizit oder implizit die Wahrheit der Schlussfolgerung voraussetzen.“
Relevanzprinzip„Wer ein Argument für oder gegen eine Position vorlegt, sollte nur solche Gründe verwenden, die Belege für die Wahrheit der Schlussfolgerung bieten.“
Akzeptabilitätsprinzip„Wer ein Argument für oder gegen eine Position vorlegt, sollte solche Gründe vorlegen, die von einer reifen, rationalen Person wahrscheinlich akzeptiert werden und die den Standardkriterien von Akzeptabilität entsprechen.“
Als „nicht akzeptabel“ stuft Damer etwa solche Argumente ein, die sich selbst oder dem Augenschein widersprechen.
Zulänglichkeitsprinzip (sufficiency principle)„Wer ein Argument für oder gegen eine Position vorlegt, sollte versuchen, relevante und akzeptable Gründe der richtigen Art anzubieten, die in ihrer Gesamtheit in Zahl und Gewicht ausreichen, um die Zustimmung zur Schlussfolgerung zu rechtfertigen.“
Widerlegungsprinzip (rebuttal principle)„Wer ein Argument für oder gegen eine Position vorlegt, sollte in dieses Argument eine wirksame Widerlegung jeder zu erwartenden ernsthaften Kritik einschließen, die gegen das Argument selbst oder gegen die Position vorgebracht werden könnte, die es unterstützt.“
Defekte Argumente ordnet Damer dementsprechend in fünf Gruppen ein:
| Prinzip, das verletzt wird | Argumentgruppe                                                                         | Argumenttyp                                                                                                   | Beispiel |
| -------------------------- | -------------------------------------------------------------------------------------- | --- | --- |
| Strukturprinzip            | Petitio Principii                                                                      | Zirkelschluss                                                                                                 | Dylan: „Dieses College ist bei seiner Studierendenpolitik sehr paternalistisch.“ Roman: „Welche Gründe hast du, das zu sagen?“ Dylan: „Die Studenten werden wie Kinder behandelt.“ |
| Strukturprinzip            | Petitio Principii                                                                      | zirkelschlussartiger Sprachgebrauch (question-begging language)                                               | „Der Verkäufer hat mich betrogen, darum sollte das Gericht zur Überzeugung gelangen, dass ich vom Verkäufer betrogen worden bin.“ |
| Strukturprinzip            | Petitio Principii                                                                      | Frage mit impliziter Unterstellung (complex question)                                                         | A fragt B: „Was hast du mit meiner Uhr, nachdem du sie mir gestohlen hast, gemacht?“ (B hat eine Wegnahme der Uhr gar nicht eingeräumt.) |
| Strukturprinzip            | Petitio Principii                                                                      | Idem per idem (question-begging definition)                                                                   | E: „Wahre Liebe endet nie in Trennung oder Scheidung.“ F: „Aber X und Y haben sich wirklich geliebt, und dann doch getrennt.“ E: „Dann war es keine wahre Liebe.“ |
| Strukturprinzip            | Argumente, die sich selber widersprechen (fallacies of inconsistency)                  | Schlussfolgerung aus inkonsistenten oder inkompatiblen Prämissen (incompatible premises)                      | Alan: „Vater und Mutter zu ehren, ist deshalb gut, weil Gott es uns in den zehn Geboten vorgeschrieben hat.“ Bob: „Und wenn Gott uns geboten hätte zu morden und zu vergewaltigen?“ Alan: „Er hätte das nicht getan, denn Mord und Vergewaltigung sind Übel.“ (Alans Argumente sind inkonsistent, denn erst erklärt er, dass Gott keinen apriorischen Werten folge, und dann, dass er doch apriorischen Werten folge.)      |
| Strukturprinzip            | Argumente, die sich selber widersprechen (fallacies of inconsistency)                  | Widerspruch zwischen Prämisse und Schlussfolgerung (contradiction between premise and conclusion)             | „Alles menschliche Leben ist geheiligt und wir dürfen es nicht vernichten. Abtreibung vernichtet Leben. Darum ist sie nicht erlaubt, außer in Fällen von Vergewaltigung.“ (Die Schlussfolgerung mit ihrer Implikation, dass durch Vergewaltigung entstandenes Leben nicht geheiligt sei, widerspricht der Prämisse, dass alles Leben geheiligt sei.)                                                                        |
| Strukturprinzip            | Fehlschlüsse beim deduktiven Schließen (fallacies of deductive inference)              | Verleugnung des Antezedens (denying the antecedent)                                                           | „Wenn ich stark rauchen würde, dann würde das Rauchen mein Leben verkürzen. Darum rauche ich nicht und werde folglich sehr alt werden.“ |
| Strukturprinzip            | Fehlschlüsse beim deduktiven Schließen (fallacies of deductive inference)              | Bekräftigung der Konsequenz (affirming the consequent)                                                        | „Wenn ich rotes Fleisch esse, nachdem ich lange Zeit keines hatte, werde ich oft krank. Heute morgen bin ich mit Bauchweh aufgewacht. In der Suppe, die ich gestern im Restaurant hatte, muss rotes Fleisch gewesen sein.“ |
| Strukturprinzip            | Fehlschlüsse beim deduktiven Schließen (fallacies of deductive inference)              | Confusion of the Inverse (false conversion)                                                                   | „Ein Christ nimmt Anteil an anderen Menschen. Wenn du Menschen liebst und Anteil an ihnen nimmst, musst du ein Christ sein, ob du dich nun selbst so bezeichnest oder nicht.“ |
| Strukturprinzip            | Fehlschlüsse beim deduktiven Schließen (fallacies of deductive inference)              | Non distributio medii (undistributed middle term)                                                             | „Da manche Philosophen schlechte Diskussionsleiter sind und einige unserer Professoren Philosophen sind, wissen wir, dass wenigstens einige unserer Professoren keine guten Diskussionsleiter sind.“ |
| Strukturprinzip            | Fehlschlüsse beim deduktiven Schließen (fallacies of deductive inference)              | Illicit Major (illicit distribution of an end term)                                                           | „Wer wichtige Fakten ignoriert, kommt leicht zu einem falschen Urteil, und weil kein Strafrichter relevante Fakten ignoriert, ist es sehr unwahrscheinlich, dass ein Strafrichter zu einem falschen Urteil kommt.“ |
| Relevanzprinzip            | Fehlschlüsse irrelevanter Prämissen (fallacies of irrelevant premise)                  | Genetischer Fehlschluss                                                                                       | „Du solltest keinen Ehering tragen. Wusstest du nicht, dass Eheringe ursprünglich symbolisch für die Fußringe standen, mit denen Männer ihre Frauen angekettet haben?“ |
| Relevanzprinzip            | Fehlschlüsse irrelevanter Prämissen (fallacies of irrelevant premise)                  | Rationalisierung                                                                                              | „Okay, ich habe im Aufnahmetest nicht gut abgeschnitten. Das besagt aber nichts, denn in Tests schneide ich nie gut ab. Tests zeigen nicht, was ich wirklich kann.“ |
| Relevanzprinzip            | Fehlschlüsse irrelevanter Prämissen (fallacies of irrelevant premise)                  | Ziehen falscher Schlüsse (drawing the wrong conclusion)                                                       | „Ich glaube an die Heiligkeit der Ehe. Darum bin ich überzeugt, dass eine Ehe nur zwischen einem Mann und einer Frau geschlossen werden sollte.“ |
| Relevanzprinzip            | Fehlschlüsse irrelevanter Prämissen (fallacies of irrelevant premise)                  | Verwenden falscher Gründe (using the wrong reasons)                                                           | „Zigarettenwerbung sollte nicht an Teenager adressiert sein, denn Tabak verursacht Krebs.“ |
| Relevanzprinzip            | Fehlschlüsse irrelevanter Appelle (fallacies of irrelevant appeal)                     | Argumentum ad verecundiam                                                                                     | „Wir sollten den Vorschlag annehmen. Die Unileitung hat ihn einhellig befürwortet.“ |
| Relevanzprinzip            | Fehlschlüsse irrelevanter Appelle (fallacies of irrelevant appeal)                     | Argumentum ad populum                                                                                         | „Wenn Solarien ungesund wären, würden sie nicht von Millionen von Menschen benutzt.“ |
| Relevanzprinzip            | Fehlschlüsse irrelevanter Appelle (fallacies of irrelevant appeal)                     | Argumentum ad baculum                                                                                         | „Wenn wir kapitulieren, werden die Gegner uns niedermetzeln.“ |
| Relevanzprinzip            | Fehlschlüsse irrelevanter Appelle (fallacies of irrelevant appeal)                     | Traditionsargument                                                                                            | „Eltern sollten ihre neugeborenen Jungen beschneiden lassen, weil das in unserer Kultur immer so gemacht worden ist.“ |
| Relevanzprinzip            | Fehlschlüsse irrelevanter Appelle (fallacies of irrelevant appeal)                     | Appell ans Eigeninteresse (appeal to self-interest)                                                           | „Warum widersetzt du dich dem Gesetzesvorschlag? Bei deinem hohen Einkommen würdest du von der neuen Regelung nur profitieren.“ |
| Relevanzprinzip            | Fehlschlüsse irrelevanter Appelle (fallacies of irrelevant appeal)                     | Emotionsappell (manipulation of emotions)                                                                     | „Nicole ist einsam und traurig und hatte das ganze Jahr noch keine Verabredung mit einem Mann. Wenn Brad Zeit hat, sollte er mit ihr einmal ausgehen.“ |
| Akzeptabilitätsprinzip     | Fehlschlüsse aus sprachlicher Verwechslung (fallacies of linguistic confusion)         | Äquivokation (equivocation)                                                                                   | Bill Clinton über Monica Lewinsky: „I did not have sexual relations with that woman“ („Ich hatte keine sexuelle Beziehung mit dieser Frau“). Im Sinne des Wortes „sexuell“ mit der Konnotation zum Geschlechtsverkehr ist Clintons Aussage korrekt, im umgangssprachlichen und juristischen Sinne jedoch nicht. |
| Akzeptabilitätsprinzip     | Fehlschlüsse aus sprachlicher Verwechslung (fallacies of linguistic confusion)         | Mehrdeutigkeit (ambiguity)                                                                                    | „Fred streitet nie mit seinem Vater, wenn er betrunken ist.“ |
| Akzeptabilitätsprinzip     | Fehlschlüsse aus sprachlicher Verwechslung (fallacies of linguistic confusion)         | Betonungsmehrdeutigkeit (misleading accent)                                                                   | „Wenn Sie einen Hund, der sich auf der Fahrbahn befindet, umfahren, riskieren Sie, mit Ihrem Wagen ins Schleudern zu geraten.“ (umfahren vs. umfahren) |
| Akzeptabilitätsprinzip     | Fehlschlüsse aus sprachlicher Verwechslung (fallacies of linguistic confusion)         | Unzulässiger Kontrast (illicit contrast)                                                                      | Kirchenvertreter: „Wenn ein Priester sich an Jungen vergreift, ist das eine Sünde.“ Zuhörer: „Als ob es in Ordnung wäre, wenn er sich an einem Mädchen vergreift.“ (Der Fehler liegt auf der Seite des Zuhörers, der ohne ausreichenden Grund annimmt, „Jungen“ sei absichtlich im Kontrast zu „Mädchen“ gesagt worden.) |
| Akzeptabilitätsprinzip     | Fehlschlüsse aus sprachlicher Verwechslung (fallacies of linguistic confusion)         | Suggestive Anspielung (argument by innuendo)                                                                  | „Wenn Sie wüssten, dass einer der Kandidaten in dieser Wahl Geld aus illegalen Ressourcen erhält, würde das Ihre Wahlentscheidung beeinflussen? Untersuchen Sie das und prüfen Sie, woher das Geld kommt, mit dem mein Opponent seine Wahlkampagne finanziert. Die Fakten werden Sie vielleicht überraschen.“ |
| Akzeptabilitätsprinzip     | Fehlschlüsse aus sprachlicher Verwechslung (fallacies of linguistic confusion)         | Missbrauch einer ungenauen Bezeichnung (misuse of a vague expression)                                         | A: „Unser College verliert Studenten und gerät damit in eine schwierige finanzielle Situation. Wir sollten uns vermehrt um die leistungsschwächeren Studenten kümmern, denn einige von ihnen brechen das Studium wegen ihrer schlechten Noten ab.“ B: „Sollen wir jetzt nicht mehr die Leistungen benoten?!“ |
| Akzeptabilitätsprinzip     | Fehlschlüsse aus sprachlicher Verwechslung (fallacies of linguistic confusion)         | Unterscheidung ohne Unterschied (distinction without a difference)                                            | „Ich sage nicht, ich sei gegen den Feminismus; ich bin lediglich fest davon überzeugt, dass in einem Haushalt der Mann das Sagen haben sollte.“ |
| Akzeptabilitätsprinzip     | Fehlschlüsse aus unberechtigten Annahmen (unwarranted assumption fallacies)            | Fehlschluss der relativen Geringfügigkeit (fallacy of the continuum)                                          | „Ja, ich will wirklich abnehmen. Aber ein Stück Kuchen mehr oder weniger macht doch praktisch keinen Unterschied.“ |
| Akzeptabilitätsprinzip     | Fehlschlüsse aus unberechtigten Annahmen (unwarranted assumption fallacies)            | „Das Ganze ist mehr als die Summe der Teile“ (fallacy of composition)                                         | „Dan ist ein wunderbarer junger Mann, und Rebecca ist eine wunderbare junge Frau. Sie würden ein wunderbares Paar abgeben.“ |
| Akzeptabilitätsprinzip     | Fehlschlüsse aus unberechtigten Annahmen (unwarranted assumption fallacies)            | Trugschluss der Division (fallacy of division)                                                                | „Ich will ein College mit intimen, kleinen Klassen besuchen. Die University of Virginia ist eine sehr große Schule und kommt für mich daher nicht in Frage.“ (Fehler: Aus der Größe der Schule schließt der Sprecher auf die Größe der Klassen.) |
| Akzeptabilitätsprinzip     | Fehlschlüsse aus unberechtigten Annahmen (unwarranted assumption fallacies)            | Falsches Dilemma (false alternatives)                                                                         | „Wenn du nicht für uns bist, bist du gegen uns.“ |
| Akzeptabilitätsprinzip     | Fehlschlüsse aus unberechtigten Annahmen (unwarranted assumption fallacies)            | Ist-Soll-Fehlschlüsse (is-ought fallacy); siehe auch Humes Gesetz                                             | Amanda: „Lass uns im Frühling nach Paris fahren.“ Rick: „Wir sollten nicht nach Frankreich reisen. Wir fahren jedes Jahr in ein anderes Land, und in Frankreich waren wir schon.“ |
| Akzeptabilitätsprinzip     | Fehlschlüsse aus unberechtigten Annahmen (unwarranted assumption fallacies)            | Wunschdenken (wishful thinking)                                                                               | „Weil die meisten Menschen sich ein Leben nach dem Tode wünschen, existiert ein solches Leben nach dem Tode auch.“ |
| Akzeptabilitätsprinzip     | Fehlschlüsse aus unberechtigten Annahmen (unwarranted assumption fallacies)            | Missbrauch eines Prinzips (misuse of a principle)                                                             | „Weil ich auf meinem Privatgrundstück eine Gebrauchtwagenhandlung betreiben will und auf meinem eigenen Grund und Boden tun und lassen kann, was ich will, werde ich dieses Geschäft auch betreiben.“ (Fehlerhaft, weil der Grundsatz des Hausrechtes durch gesetzliche Bestimmungen gewisse Beschränkungen erfahren kann.)                                                                                                 |
| Akzeptabilitätsprinzip     | Fehlschlüsse aus unberechtigten Annahmen (unwarranted assumption fallacies)            | Argumentum ad temperantiam (fallacy of the mean)                                                              | „Sowohl der Standpunkt der Palästinenser als auch der der Israeli bilden Extreme. Am besten wäre es, sie träfen sich irgendwo in der Mitte.“ |
| Akzeptabilitätsprinzip     | Fehlschlüsse aus unberechtigten Annahmen (unwarranted assumption fallacies)            | Fehlerhafte Analogie (faulty analogy)                                                                         | „Zigarettenrauchen ist wie die Einnahme von Arsen. Beides führt nachweislich zum Tode. Wenn Sie nicht einen Löffel von Arsen einnehmen wollten, so sollten sie auch nicht mehr rauchen.“ (Fehlerhaft, weil die bezeichnete Dosis Arsen umgehend zum Tode führen würde, während ein Raucher viele Jahrzehnte leben kann.) |
| Zulänglichkeitsprinzip     | Fehlschlüsse, die auf einem Mangel an Belegen basieren (fallacies of missing evidence) | Unzureichende Stichprobe (insufficient sample)                                                                | „Meine Erfahrung mit meiner Ex-Frau war so schlecht, dass ich nie wieder heiraten würde. Ich würde tatsächlich niemandem das Heiraten empfehlen.“ |
| Zulänglichkeitsprinzip     | Fehlschlüsse, die auf einem Mangel an Belegen basieren (fallacies of missing evidence) | Nicht-repräsentative Daten (unrepresentative data)                                                            | „Bei den simulierten Wahlen, die wir im College heute hatten, hat der demokratische Kandidat gewonnen. Ich bin darum ziemlich sicher, dass im November bei den richtigen Wahlen ebenfalls der demokratische Kandidat gewinnen wird.“ (Verzerrung dadurch, dass unter Collegestudenten Wähler der demokratischen Partei meist überrepräsentiert sind).                                                                       |
| Zulänglichkeitsprinzip     | Fehlschlüsse, die auf einem Mangel an Belegen basieren (fallacies of missing evidence) | Argumentum ad ignorantiam (arguing from ignorance)                                                            | „Ich habe kein ‚Betreten-Verboten‘-Schild gesehen und darum angenommen, dass es okay ist, quer durch das Feld zu laufen.“ |
| Zulänglichkeitsprinzip     | Fehlschlüsse, die auf einem Mangel an Belegen basieren (fallacies of missing evidence) | Kontrafaktisches Konditional (contrary-to-fact hypothesis)                                                    | „Wenn du die geschmorten Schnecken nur probiert hättest: du hättest sie köstlich gefunden.“ |
| Zulänglichkeitsprinzip     | Fehlschlüsse, die auf einem Mangel an Belegen basieren (fallacies of missing evidence) | Argumentum ad iudicium (fallacy of popular wisdom)                                                            | Jackie: „Jetzt nach der Erbschaft können wir den Hauskredit abbezahlen.“ Tim: „Nein, ich denke, es wäre besser, das Geld so anzulegen, dass es mehr einbringt als wir durch den Hauskredit verlieren. So sparen wir Geld.“ Jackie: „Was? Das ist verrückt! Es ist doch Common Sense, einen Kredit so früh abzubezahlen, wie man kann.“                                                                                      |
| Zulänglichkeitsprinzip     | Fehlschlüsse, die auf einem Mangel an Belegen basieren (fallacies of missing evidence) | Forderung nach einem Privileg (special pleading)                                                              | Jessie: „Mach bitte die Musik leise, ich habe mich gerade hingelegt.“ Katrina: „Das ist auch mein Zimmer. Ich habe gerade diese CD bekommen und möchte sie mal anhören.“ Jessie: „Hör sie ein anderes Mal. Ich möchte jetzt mal eine halbe Stunde schlafen.“ |
| Zulänglichkeitsprinzip     | Fehlschlüsse, die auf einem Mangel an Belegen basieren (fallacies of missing evidence) | Auslassen elementarer Gründe (omission of key evidence)                                                       | „Lass uns heiraten, Melissa. Wir haben die gleichen Vorlieben, wir mögen beide deinen Hund, wir gehen zur selben Kirche und wir können viel Geld sparen.“ (Fehlerhaft, weil viel elementarere Heiratsgründe – gegenseitige Zuneigung, die Absicht, das ganze Leben zusammen zu verbringen – gänzlich ausgespart bleiben.)                                                                                                   |
| Zulänglichkeitsprinzip     | Kausale Fehlschlüsse (causal fallacies)                                                | Verwechslung notwendiger und hinreichender Bedingungen (confusion of a necessary with a sufficient condition) | „Diese Taschenlampe sollte eigentlich funktionieren, denn ich habe gerade neue Batterien eingesetzt. Sie geht aber nicht. Ich nehme die Batterien mal raus und setze andere ein.“ (Fehlerhaft, weil funktionierende Batterien zwar notwendig sind, aber allein nicht ausreichen, um die Taschenlampe zum Funktionieren zu bringen.)                                                                                         |
| Zulänglichkeitsprinzip     | Kausale Fehlschlüsse (causal fallacies)                                                | Zu starke kausale Vereinfachung (causal oversimplification)                                                   | „Körperstrafen sind in Schulen nicht mehr erlaubt. Darum haben Kinder heute keine Selbstdisziplin und keinen Respekt vor Autorität mehr.“ (Fehlerhaft, weil die Ursachen für ein verändertes kindliches Verhalten weitaus komplexer sind als hier angegeben.) |
| Zulänglichkeitsprinzip     | Kausale Fehlschlüsse (causal fallacies)                                                | Post-hoc-Fehlschluss (post hoc fallacy)                                                                       | Vermieter: „Ich kann es mir nicht anders denken, als dass Sie die Ursache sind. Bevor Sie in die Wohnung eingezogen sind, hatten wir mit der Heizung niemals Probleme.“ |
| Zulänglichkeitsprinzip     | Kausale Fehlschlüsse (causal fallacies)                                                | Verwechslung von Ursache und Wirkung (confusion of cause and effect)                                          | „Kein Wunder, dass Natalie so gute Noten bekommt. Sie ist der Liebling der Lehrerin.“ |
| Zulänglichkeitsprinzip     | Kausale Fehlschlüsse (causal fallacies)                                                | Missachtung einer gemeinsamen Ursache (neglect of a common cause)                                             | „Die meisten Lehrer haben selber Kinder. Das Lehren erweckt vielleicht einen Kinderwunsch. Oder die Erfahrung, Kinder zu haben, weckt den Wunsch, Lehrer zu werden.“ |
| Zulänglichkeitsprinzip     | Kausale Fehlschlüsse (causal fallacies)                                                | Dammbruchargument (domino fallacy)                                                                            | „Wenn wir die gleichgeschlechtliche Ehe erlauben, wird bald jemand verlangen, dass auch Gruppenehen erlaubt werden, und am Ende wird sich überhaupt keiner mehr die Mühe machen zu heiraten.“ |
| Zulänglichkeitsprinzip     | Kausale Fehlschlüsse (causal fallacies)                                                | Spielerfehlschluss (gambler's fallacy)                                                                        | „Durch die Partnervermittlung hatte ich jetzt siebenmal hintereinander ganz schlechte Partnervorschläge. Die Chancen, dass der nächste Vorschlag ein Erfolg ist, sind darum so groß wie noch nie zuvor.“ |
| Widerlegungsprinzip        | Gegenbeweis-Fehlschlüsse (fallacies of counterevidence)                                | Bestreiten und Kleinreden von Gegenbeweisen (denying the counterevidence)                                     | „Es ist mir doch egal, was in deinem Biologiebuch steht. Ich weiß, dass ich nicht von irgendeinem Affen abstamme. Die Bibel sagt, dass Gott den Menschen nach seinem eigenen Bilde geschaffen habe. Anders als die Bibel ist dein Biologiebuch nur Ausdruck der Meinung irgendeines Autors.“ |
| Widerlegungsprinzip        | Gegenbeweis-Fehlschlüsse (fallacies of counterevidence)                                | Ignorieren von Gegenbeweisen (ignoring the counterevidence)                                                   | „Motorradfahren ist gefährlich, nur zwei Personen können mitfahren und man muss einen unbequemen Helm tragen. Ich verstehe nicht, warum du ein Motorrad kaufen willst.“ (Ignoriert wird hier, dass viele Menschen vor allem darum Motorrad fahren, weil sie Spaß daran haben.) |
| Widerlegungsprinzip        | ad-hominem-Fehlschlüsse                                                                | Beleidigendes ad hominem (abusive ad hominem)                                                                 | „Kein Wunder, das du sexuelle Promiskuität okay findest. Du hattest nie eine gute Beziehung mit einer Frau. Es überrascht nicht, dass du mit Frauen herumschläfst.“ |
| Widerlegungsprinzip        | ad-hominem-Fehlschlüsse                                                                | Brunnenvergiftung                                                                                             | „Du bist keine Frau. Nichts, was du über Abtreibung sagen könntest, wäre jemals stichhaltig.“ |
| Widerlegungsprinzip        | ad-hominem-Fehlschlüsse                                                                | „Ein Unrecht hebt ein anderes auf“ (two-wrongs fallacy); siehe auch Tu quoque                                 | Vater: „Du solltest wirklich nicht trinken. Alkohol stumpft dich ab, vermindert deine Kontrolle und kann dich süchtig machen.“ Sohn: „Das ist kein besonders überzeugendes Argument. Papa, du stehst hier vor mir und hast ein Glas Bourbon in der Hand.“ (Die Aussage des Vaters wird nicht allein dadurch unwahr, dass er trinkt.)                                                                                        |
| Widerlegungsprinzip        | Ablenkungsfehlschlüsse (fallacies of diversion)                                        | Strohmann-Argument                                                                                            | Marcia: „Wenn wir hier nicht innerhalb der nächsten zehn Jahre ein Kraftwerk bauen, werden wir den wachsenden Strombedarf nicht decken können.“ David: „Du willst damit sagen, dass dir die Flora und Fauna, und selbst das Leben der Menschen, die für den Bau ihre Wohnungen aufgeben müssen, vollkommen egal ist.“ |
| Widerlegungsprinzip        | Ablenkungsfehlschlüsse (fallacies of diversion)                                        | Belanglose Einwände (trivial objections)                                                                      | Suzanne: „Zu Fuß gehen ist die beste Bewegung, die du bekommen kannst. Wenn man kann, sollte man immer gehen und nicht mit dem Auto fahren. Wenn du zum Restaurant gehst und nicht fährst, ist das für deine Gesundheit sehr gut.“ Sherell: „Ich esse aber doch gar nicht im Restaurant.“ |
| Widerlegungsprinzip        | Ablenkungsfehlschlüsse (fallacies of diversion)                                        | Red Herring                                                                                                   | Senator Y.: „Warum wollen Sie meine Gesetzesinitiative zur Abtreibung nicht unterstützen? Lässt das Schicksal von ungeborenen Kindern Sie kalt?“ Senator W.: „Es lässt mich nicht kalt. Was ich nicht verstehe, ist Ihre Haltung in der Waffengesetzgebung. Lässt das Schicksal der Tausenden Sie kalt, die jedes Jahr erschossen werden? Warum haben Sie unsere Gesetzesinitiative zur Waffenkontrolle nicht unterstützt?“ |
| Widerlegungsprinzip        | Ablenkungsfehlschlüsse (fallacies of diversion)                                        | Zuflucht zu Humor oder Spott                                                                                  | Reporter: „Wenn Sie, als Kandidat einer Minderheitenpartei, zum Präsidenten gewählt würden, hätten Sie es sehr schwer, mit dem US-Kongress zusammenzuarbeiten. Wie würden Sie es anstellen, ihre Reformideen umzusetzen?“ Kandidat: „Wenn ich gewählt werde, wird die Hälfte der Kongressmitglieder mit einem Herzinfarkt tot umfallen. Damit wäre die Hälfte meiner Probleme schon einmal gleich gelöst.“                  |

### Weitere Systematiken
Damers Systematisierungsversuch ist nur einer von mehreren, die im englischsprachigen Raum in den vergangenen 40 Jahren vorgenommen worden sind. Einen weiteren Systematisierungsvorschlag hat der amerikanische Philosoph Patrick J. Hurley (University of San Diego) 1982 in seinem einflussreichen Werk A concise introduction to logic vorgelegt:
| Gruppe von Fehlschlüssen                                                           | Argumenttyp                                                           |
| ---------------------------------------------------------------------------------- | --------------------------------------------------------------------- |
| Relevanzfehlschlüsse                                                               | Argumentum ad baculum                                                 |
| Relevanzfehlschlüsse                                                               | Argumentum ad misericordiam                                           |
| Relevanzfehlschlüsse                                                               | Argumentum ad populum                                                 |
| Relevanzfehlschlüsse                                                               | Argumentum ad hominem                                                 |
| Relevanzfehlschlüsse                                                               | Fehlerhafter Einschluss einer Ausnahme (fallacies of accident)        |
| Relevanzfehlschlüsse                                                               | Strohmann-Argument                                                    |
| Relevanzfehlschlüsse                                                               | Ignoratio elenchi                                                     |
| Relevanzfehlschlüsse                                                               | Red Herring (Rhetorik)                                                |
| Fehlschlüsse, die auf schwacher Induktion basieren                                 | Argumentum ad verecundiam                                             |
| Fehlschlüsse, die auf schwacher Induktion basieren                                 | Argumentum ad ignorantiam                                             |
| Fehlschlüsse, die auf schwacher Induktion basieren                                 | Vorschnelle Verallgemeinerung (hasty generalization)                  |
| Fehlschlüsse, die auf schwacher Induktion basieren                                 | Erklärung mit einer falschen Ursache (fallacy of false cause)         |
| Fehlschlüsse, die auf schwacher Induktion basieren                                 | Dammbruchargument (fallacy of slippery slope)                         |
| Fehlschlüsse, die auf schwacher Induktion basieren                                 | Schwache Analogie                                                     |
| Fehlschlüsse, die auf Annahmen, Mehrdeutigkeit und grammatischer Analogie basieren | Petitio Principii                                                     |
| Fehlschlüsse, die auf Annahmen, Mehrdeutigkeit und grammatischer Analogie basieren | Frage mit impliziter Unterstellung (complex question)                 |
| Fehlschlüsse, die auf Annahmen, Mehrdeutigkeit und grammatischer Analogie basieren | Falsches Dilemma (false dichotomy)                                    |
| Fehlschlüsse, die auf Annahmen, Mehrdeutigkeit und grammatischer Analogie basieren | Unterdrückte Belege (suppressed evidence)                             |
| Fehlschlüsse, die auf Annahmen, Mehrdeutigkeit und grammatischer Analogie basieren | Äquivokation                                                          |
| Fehlschlüsse, die auf Annahmen, Mehrdeutigkeit und grammatischer Analogie basieren | Mehrdeutigkeit (amphiboly)                                            |
| Fehlschlüsse, die auf Annahmen, Mehrdeutigkeit und grammatischer Analogie basieren | „Das Ganze ist mehr als die Summe der Teile“ (fallacy of composition) |
| Fehlschlüsse, die auf Annahmen, Mehrdeutigkeit und grammatischer Analogie basieren | Trugschluss der Division (fallacy of division)                        |

### Auswahl weiterer individueller Fehlschluss- und anderer problematischer Argumente

#### Cum hoc ergo propter hoc: Scheinkausalitäts-Argument
Hierbei fungieren zwei Ereignisse als Prämissen, aus deren Gleichzeitigkeit (Cum hoc ergo propter hoc: gleichzeitig, also deswegen) bzw. zeitlichen Abfolge (Post hoc ergo propter hoc: danach, also deswegen) ein unbewiesener Kausalzusammenhang konkludiert wird. Zum Beispiel:
Eisverkäufe korrelieren stark (und robust) mit Kriminalitätsraten. Daher verursacht Speiseeis Verbrechen. Dieses Argument ist fehlerhaft, weil es eine tatsächliche Erklärung außer Acht lässt und keine Kausalität zwischen Kriminalitätsraten und Speiseeis besteht.

#### Explizite Weiterführung
Das argumentum ex concesso beruht auf einer bereits als wahr zugestandenen Aussage. „Sie haben zugegeben, zur fraglichen Zeit am Tatort gewesen zu sein. Da es nun wegen des Aufbaus des Tatortes unumgänglich ist, den Blutfleck zu sehen, wenn man die Wohnung betritt, stellt sich die Frage, warum Sie behaupten, nichts gesehen zu haben.“

#### Hypothetisches Argument
Dieses Argument konkludiert angenommene Prämissen mit tatsächlichen. Die Konklusion ergibt kein (notwendig) wahres Urteil, da hierzu die Wahrheit der Prämissen erwiesen sein muss. Beispiel: „Wenn das jetzt Ihr Kind auf der Intensivstation wäre, Herr Doktor, was würden Sie alles unternehmen, um sein Leben zu retten? Sie würden alles versuchen!“

#### Scheinargumente
Ein Scheinargument, das mit der Absicht verwendet wird, andere zu täuschen, wird als Sophismus bezeichnet. Dabei handelt es sich um Argumentationen, die bei korrekter Handhabung logisch einwandfrei sind, jedoch auch zu (absichtlichen) Fehlschlüssen verwendet werden können. Während deduktive sowie (bedingt) induktive und analogisierende Argumente tatsächlich zum Beweis einer These dienen, handelt es sich bei den sogenannten Fehlschlüssen um keine gültigen Argumente. Es wird zwar aus den Prämissen eine Schlussfolgerung gezogen, diese erfolgt aber nicht nach den Gesetzen der Logik.
Ein logischer Irrtum, dem der Argumentierende erliegt, kann z. B. der falsche Gebrauch der beteiligten Begriffe durch einen Paralogismus oder eine nicht berücksichtigte Antinomie sein, die auch auf einem falschen Dilemma beruhen kann.
Während bei Fehlschlüssen noch versucht wird, sachbezogen (ad rem) und rational zu argumentieren, benötigt ein Scheinargument keinen logischen Aufbau.

#### Schweigen als Argument
Mit dem argumentum ex silentio wertet der Historiker das Nichterwähnen eines bestimmten Ereignisses durch eine bestimmte historische Quelle als Indiz dafür, dass dieses Ereignis nicht stattgefunden hat. Dieses Argument gilt in der Geschichtsforschung nicht als zwingend, aber wenn eine Quelle über Zeit und Ort des fraglichen Ereignisses sehr dicht berichtet, besitzt dieses Argument eine gewisse Plausibilität.
Im Rahmen der juristischen Auslegungstechnik wird mitunter auf ein solches argumentum ex silentio zurückgegriffen. Hier wird das Argument „aus dem Schweigen des Gesetzes“ als Erkenntnisquelle verwendet. Ein Beispiel:
„Bei nahezu allen Haftungsnormen des Zivilrechts wird als haftungsbegründende Voraussetzung ein subjektives Element (also Vorsatz oder Fahrlässigkeit) verlangt. Bei der Haftungsnorm der Tierhalterhaftung nach § 833 BGB aber schweigt das Gesetz zum Vorliegen eines subjektiven Elements. Aus dem Schweigen des Gesetzes kann geschlossen werden, dass im Rahmen der Tierhalterhaftung gerade kein Vorsatz sowie keine Fahrlässigkeit vorliegen muss.“

#### Wiederholung
Mit dem argumentum ad nauseam (lat. ,zur Übelkeit, Brechreiz‘) wird ein Fehlschluss bezeichnet, nach dem eine Aussage durch ständiges Wiederholen scheinbar richtiger wird.

„Ich war es nicht!“

„Man hat Sie zum Tatzeitpunkt am Ort gesehen.“

„Ich war es nicht!“

„Sie hatten eine Pistole in der Hand.“

„Ich war es nicht!“

„Sie haben gestern Abend dem Opfer gedroht.“

„Ich war es nicht!“

Abgesehen davon, dass man den anderen Diskutanten zum Aufgeben bewegt oder, trickreicher, so tut, als hätte man die Einwände durch Abwandlung der Wiederholung widerlegt, verlässt man damit den Rahmen rationaler Diskussion, da es nur noch auf das Beharren der eigenen Meinung ankommt. Eine Abwandlung davon: Es kommt oft vor, dass Proponenten einer Meinung unredlicherweise längst widerlegte Argumente gegenüber Leuten wiederholen, von denen sie glauben, dass diese die Widerlegung noch nicht kennen.

## Argumenttypen, die außerhalb der Argumentationstheorie beschrieben worden sind
Totschlagargument, KillerphraseUmgangssprachliche Bezeichnungen für einen Red Herring (insbesondere ein Argumentum ad rem), mit dem Widerspruch gegen eine Position ohne Argumentum ad veritatem per Machtspruch des sich Deutungshoheit anmaßenden Sprechenden erstickt werden soll. Beispiel: „Das kommt nicht in Frage, denn das haben wir noch nie so gemacht.“ Der Ausdruck „Killerphrase“ geht auf Charles H. Clarks Beiträge zum Brainstorming (Managementlehre) zurück. „Totschlagargument“ ist eine Lehnübertragung des englischen Knock-out argument, bezeichnet inhaltlich aber im weitesten Sinne das, was im Englischen mit dem Psychologen Robert Jay Lifton als Thought-terminating cliché bezeichnet wird. Ein verwandter Begriff ist der des TINA-Prinzips (Akronym für There Is No Alternative, engl. für „Es gibt keine Alternative“) als nicht fachsprachliche Bezeichnung für Red Herrings, mit denen ein Sprecher seine Position als über jede Kritik erhaben herausstellen will.